# 山咀庄白塔
山咀庄白塔，位于中国甘肃省岷县，为一个省级文物保护单位，类型为古建筑。
山咀庄白塔的历史年代为明代。